# Kamjana Mohyla

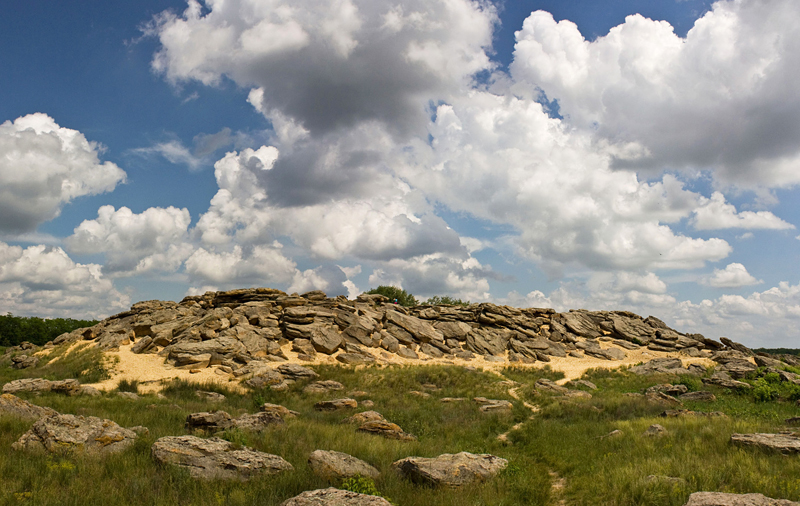
Kamjana Mohyla

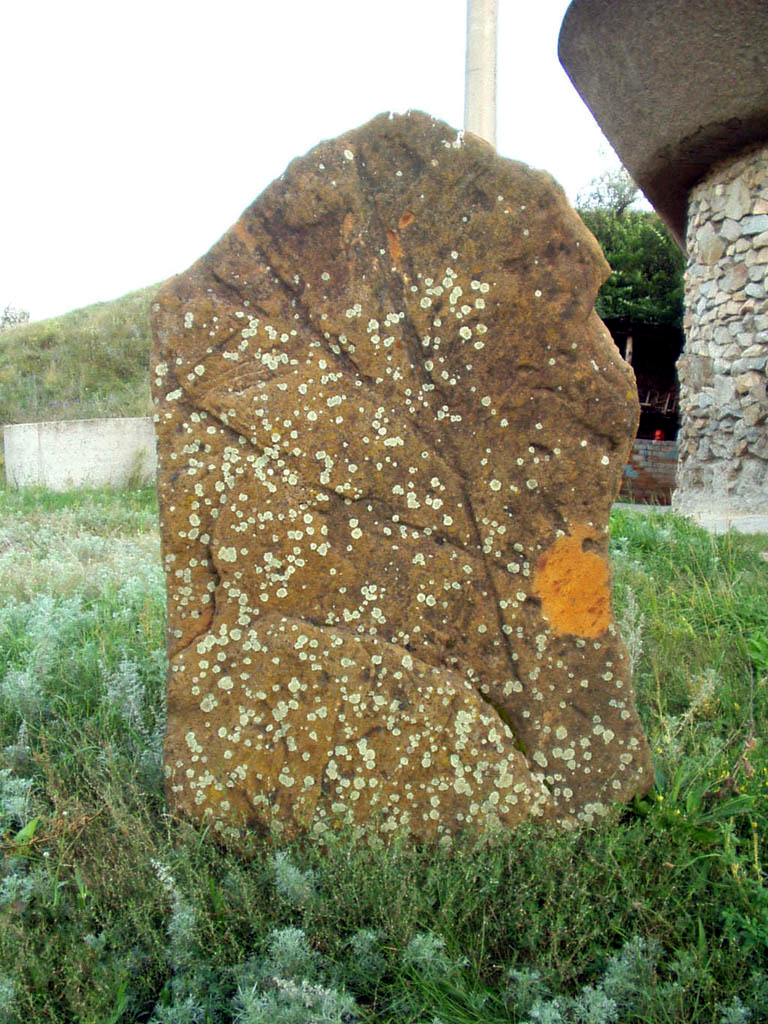
Kamjana Mohyla

Kamjana Mohyla (ukrainisch Кам'яна Могила; russisch Каменная могила Kamennaja Mogila; zu deutsch „Stein-Grab“) ist eine Gruppe von bis zu 12 m hohen isoliert liegenden Sandsteinblöcken, die im Süden der Ukraine auf einer Fläche von etwa 3000 Quadratmetern bei Myrne, 13 km nordöstlich von Melitopol verstreut sind. Ursprünglich handelt es sich um eine Sandbank des Tethys-Ozeans, die heute im Tal des Flusses Molotschna liegt. 
Der Hügel ist in seinem Hang von Grotten und Abris durchzogen, in bzw. unter denen zahlreiche Felsritzungen gefunden wurden. Die meisten Petroglyphen sind aufgrund der Verwitterung kaum zu erkennen oder werden als gerade und gebogene Linien wahrgenommen. Manchmal werden Bilder von Stieren oder Ziegen erkannt. Einige Forscher wollen auch Mammuts und Rhinozerosse sehen. Aber im Unterschied zu den französischen Höhlen oder der Höhle von Kapowa ist es schwierig die Bilder von Kamjana Mohyla zu erkennen. Eine mehrphasige Siedlung am Fuß des Hügels wird bis ins Mesolithikum zurückdatiert. Es sind indirekte Belege dafür vorhanden, dass die Stiere auf den Bildern mesolithisch zu datieren sind. Die Felsritzungen von Ochsen vor einem Pflug und vor einer Stangenschleife sind neolithischer Natur.